# Peckforton
Peckforton – wieś i civil parish w Anglii, w hrabstwie ceremonialnym Cheshire, w dystrykcie (unitary authority) Cheshire East. Leży 17 km na południowy wschód od miasta Chester i 249 km na północny zachód od Londynu. W 2011 roku civil parish liczyła 269 mieszkańców.

## Przypisy

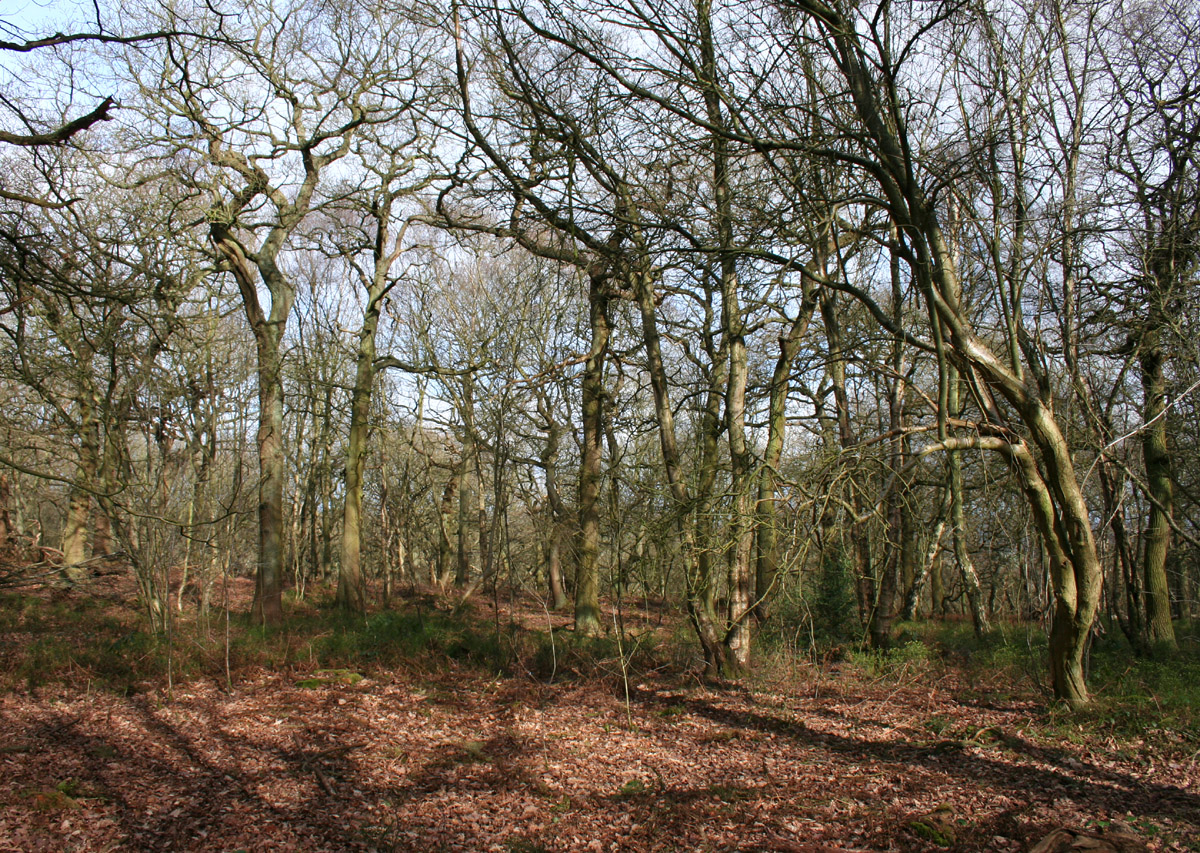
Peckforton Woods na Stanner Nab

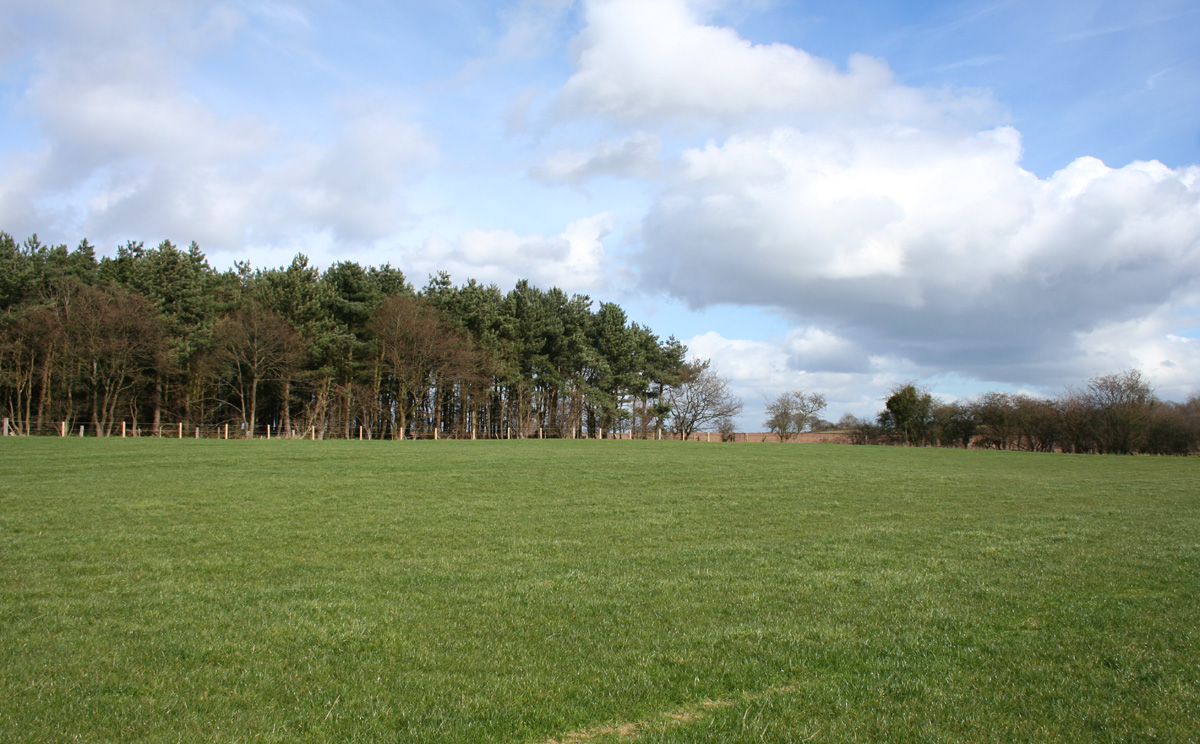
Farma w rejonie Peckforton Moss

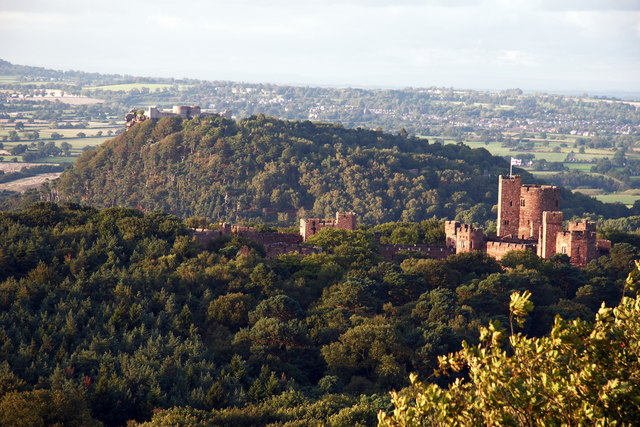
Zamki Peckforton i Beeston od strony Stanner Nab

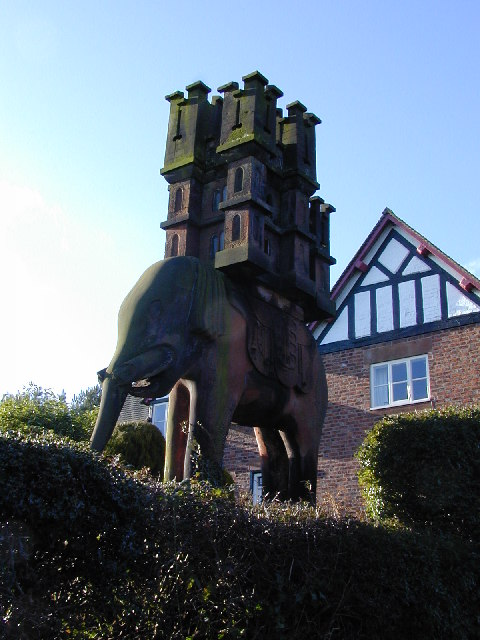
Rzeźba słonia i zamku

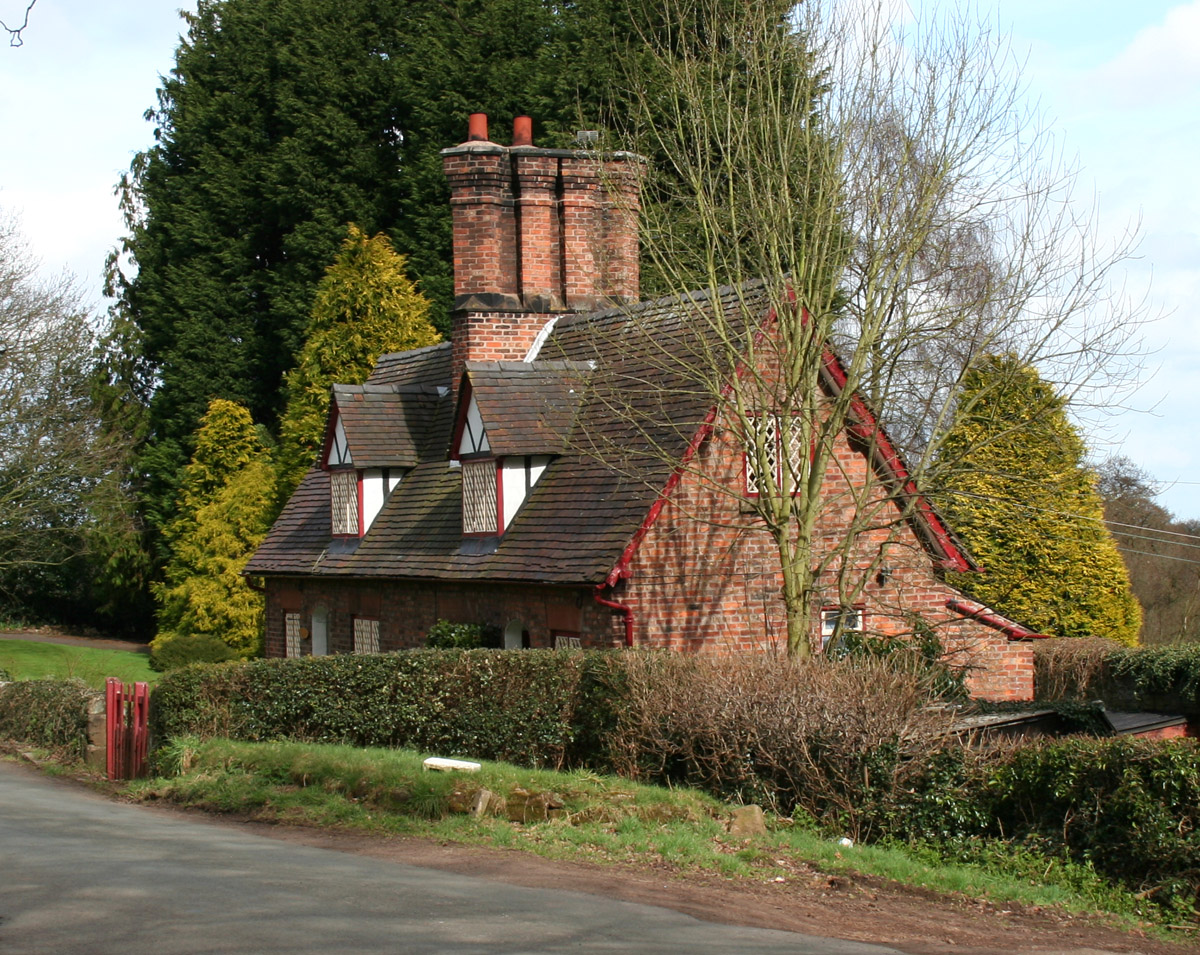
Fountain Cottages, część Peckforton Estate